# 曾我梅林
35°17′58″N 139°11′35″E / 35.299444°N 139.193056°E

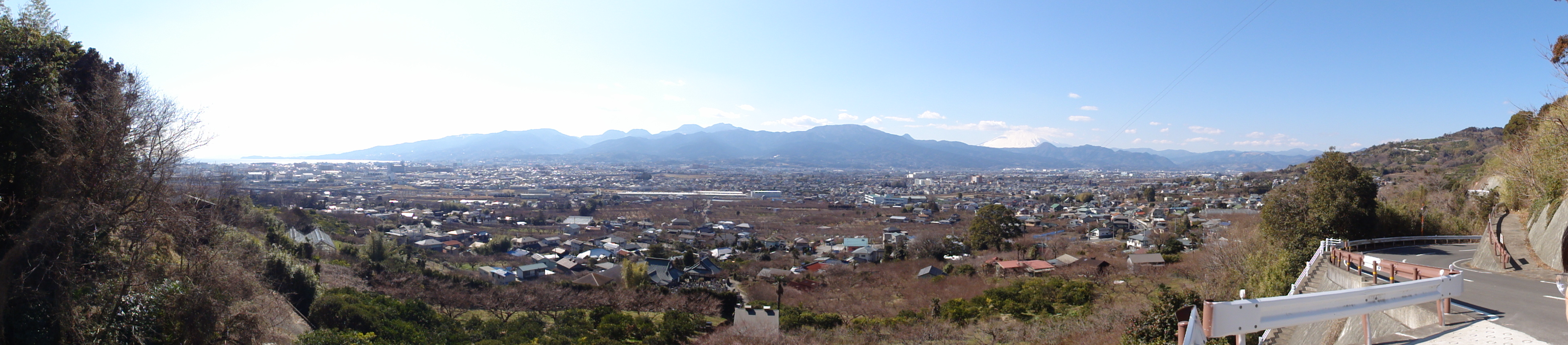
从曾我山半山腰向梅林及箱根方向眺望。

曾我梅林（日语：／ Soga Bai Rin）是位于日本神奈川县小田原市东北部的一个著名的食用梅产地，同时这里也是日本知名的赏梅景点。曾我梅林是指在日本东海旅客铁道御殿场线下曾我站周边附近的曾我别所梅林、原梅林及中川原梅林等三处梅林的统称；这里种植着以白梅为主的梅树共计大约35,000株。曾我梅林与茨城县水户市的偕乐园及埼玉县越生町的越生梅林并称为“日本关东三大梅林”。

## 发展历史
小田原市与梅有着紧密的历史联系，其市徽现在仍保留着梅花图案。自日本战国时代开始，北條氏便开始种植梅树；而到了江户时代，时任小田原藩第七任藩主的大久保忠真在其领地里大力奖励种植梅树。不过有关大久保忠真提倡种梅的说法在历史资料中非常罕见，因此有不少地方历史学家对此说法表示反对。
以前，从小田原到二宫町都是盐田，这为小田原梅干的制作提供了丰富的盐。再加上过去那些在小田原宿休整并打算翻越箱根山的旅客因为担心所购置的便当会破损而大量采购梅干作为旅途食物，因此造成了小田原梅干的快速发展。在江户时代出版的《东海道中膝栗毛》中，梅渍被作为小田原的名产而做了特别介绍。1907年，由于日本开始发动对外侵略战争，这导致了军队对梅干的需求激增；需求量在1941年达到巅峰。但是在二战结束后，由于军需梅干减少以及种植温州蜜柑的农户数增加，这都导致了小田原梅树种植数量的衰退。进入1955年后，时任小田原市市长铃木十郎开始倡导种植梅树。1957年，下曾我农协负责人领头发起了“小田原梅研究同志会”。梅作为小田原的特色农产品开始复活了。
1997年成立的日本全国梅峰会理事会中，小田原市作为神奈川县的县内自治体与汤河原町一起加入了该组织。此后的第9届（2004年）和第20届（2015年）峰会都在小田原市召开。

## 农业生产
依据2006年的统计数据，神奈川县全县的梅树种植面积为484公頃（4.84平方）；产量2,050吨（约占日本全国产品的1.7%），位居日本各都道府县第7名。而小田原市的梅树种植面积为114公顷（占神奈川全县的23%）；产量为903吨（占神奈川全县44%），位居神奈川县全市町村第1名。其中用于产果的白梅种植面积要大于观赏用的红梅种植面积，而这些白梅又具有产量高于种植面积的优点。
截止2015年，曾我梅林的梅树种植户约有250户，种植面积约有100公顷。这里种植的梅树所产果实绝大部分是可以食用的，其年产量约为600吨到650吨。曾我梅林种植的比较有特色的梅树品种包括：酿造梅酒的“白加贺”、制作梅干的“十郎”和“南高”，以及“梅乡”、“杉田”、“玉英”、“甲州最小”、“龙峡小梅”等各色品种。其中“十郎”是由神奈川农业试验场从足柄上郡获得的神奈川原生梅树种中培育出来的。这个品种是由小田原市梅研究所命名，其名字来源自《曾我物语》中所记载的曾我兄弟中的一人。
曾我梅林的梅树出产时间在关东地区算是比较早的，白加贺的出产月份是5月，而十郎、南高的出产月份是6月。但是由于和歌山县出产的南高梅更早上市，因此神奈川县出产的南高梅一直饱受价格下跌的困扰。于是神奈川县农业技术中心与小田原市梅研究会联合开发了由“玉织姬”与“十郎”杂交而成的可以更早成熟的用于制作梅干的新品种梅——“十郎小町”。2011年，这个品种依据《种苗法》进行了新品种注册。

## 旅游观光
曾我梅林被评为“神奈川50大风景名胜”及“神奈川百大花景”；而从东侧的曾我山越过曾我梅林和足柄平原观赏富士山的方式则被选为“关东观赏富士百景”。

### 脚注
1. ↑  还有一种说法是用静冈县热海市的热海梅园（日语：熱海梅園）取代曾我梅林。

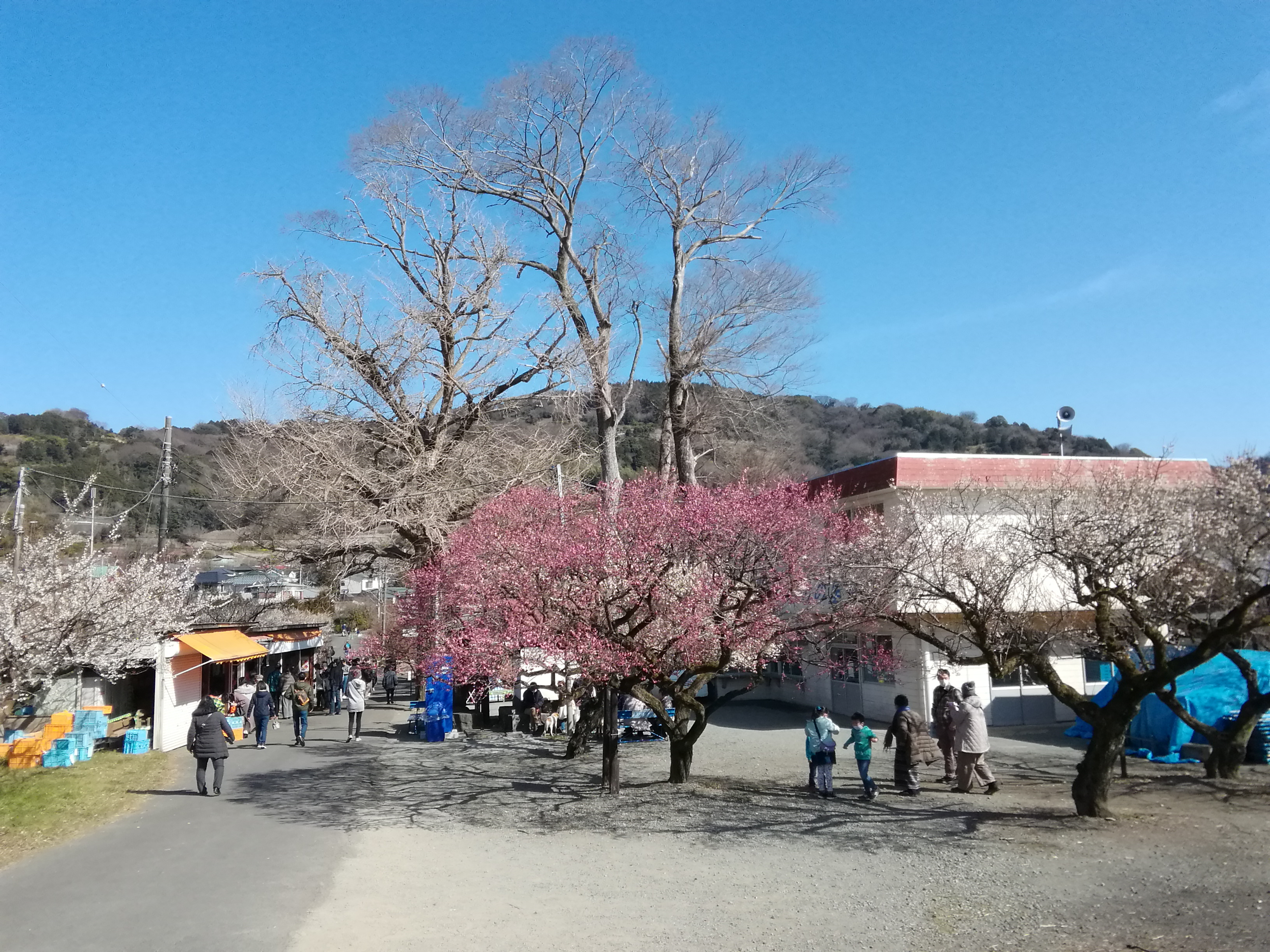
梅花节的中心地区——曾我别所梅林。图右的“梅之里食堂”都会在这个时候贩售乌冬面及甜酒。

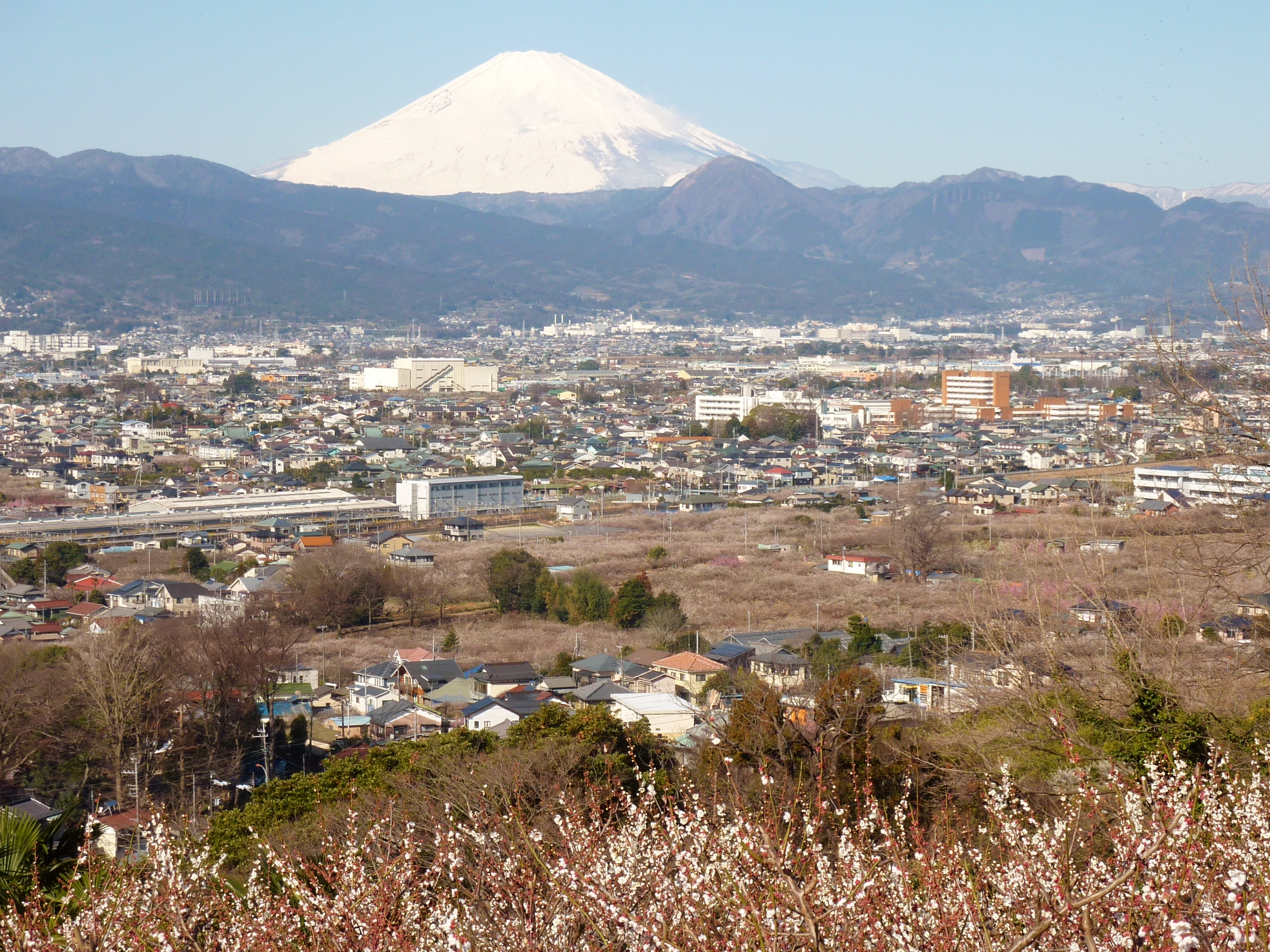
从曾我山山腰处眺望梅林及富士山。

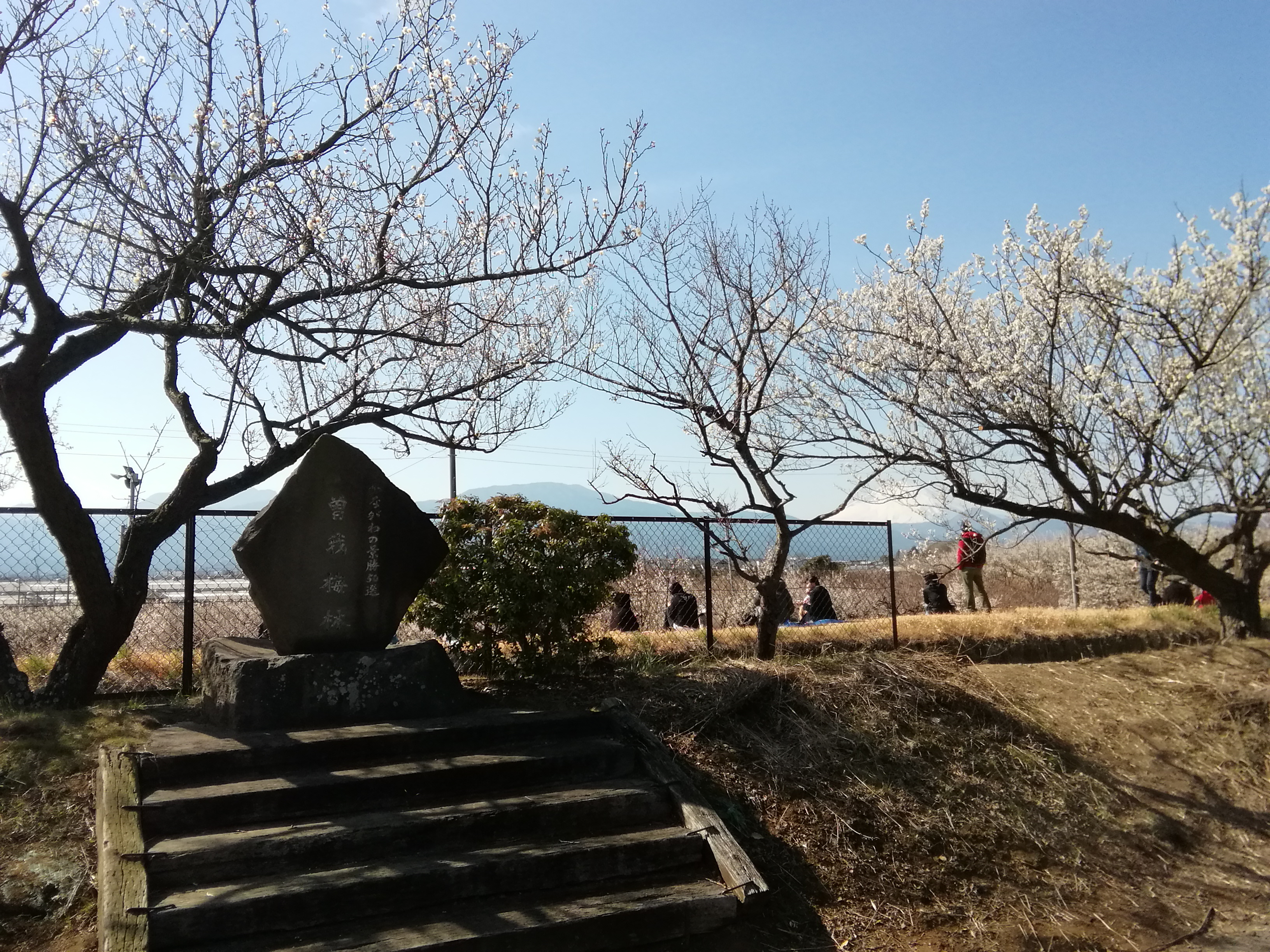
神奈川50大风景名胜入选纪念碑。

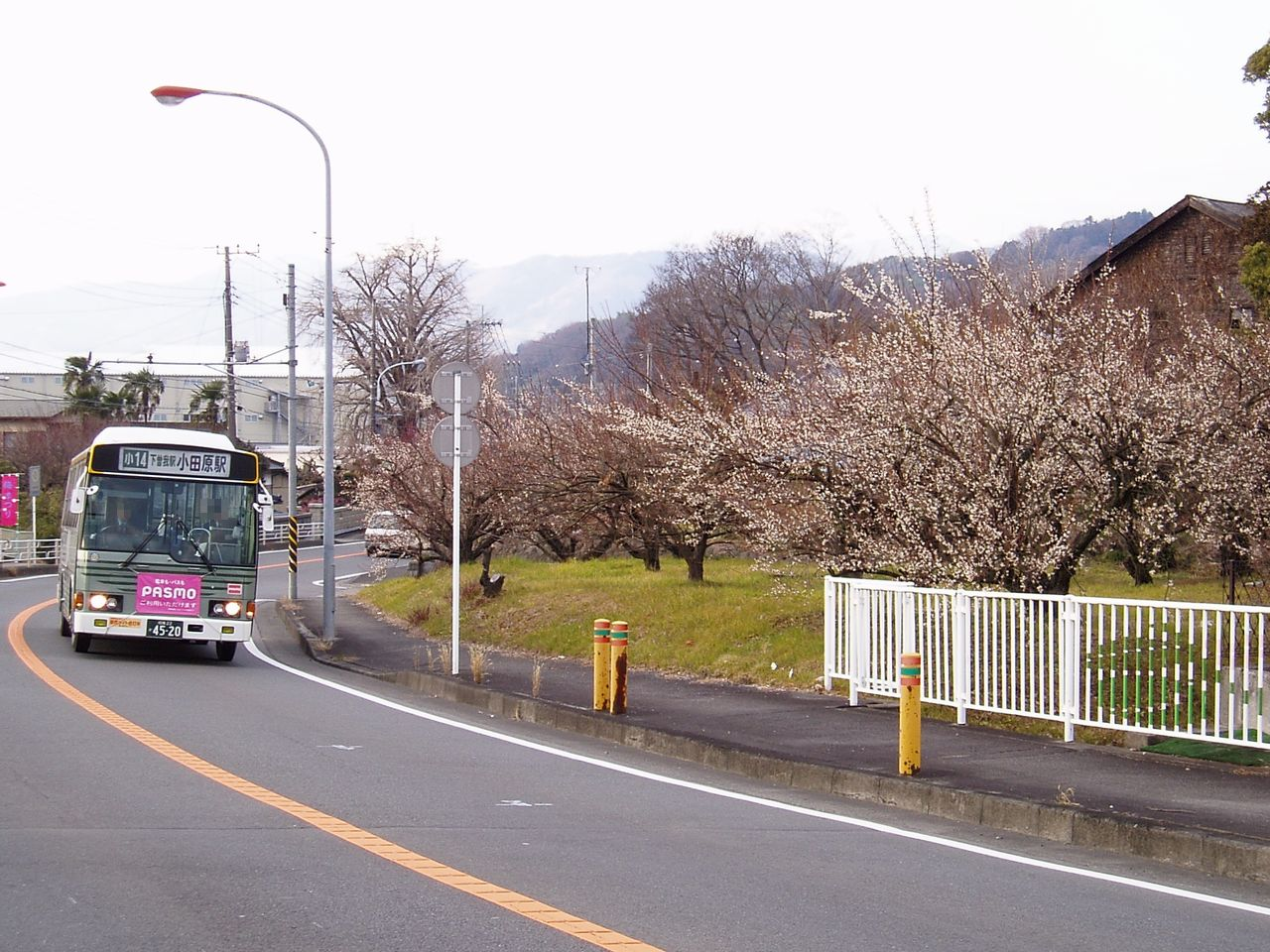
中川原梅林。

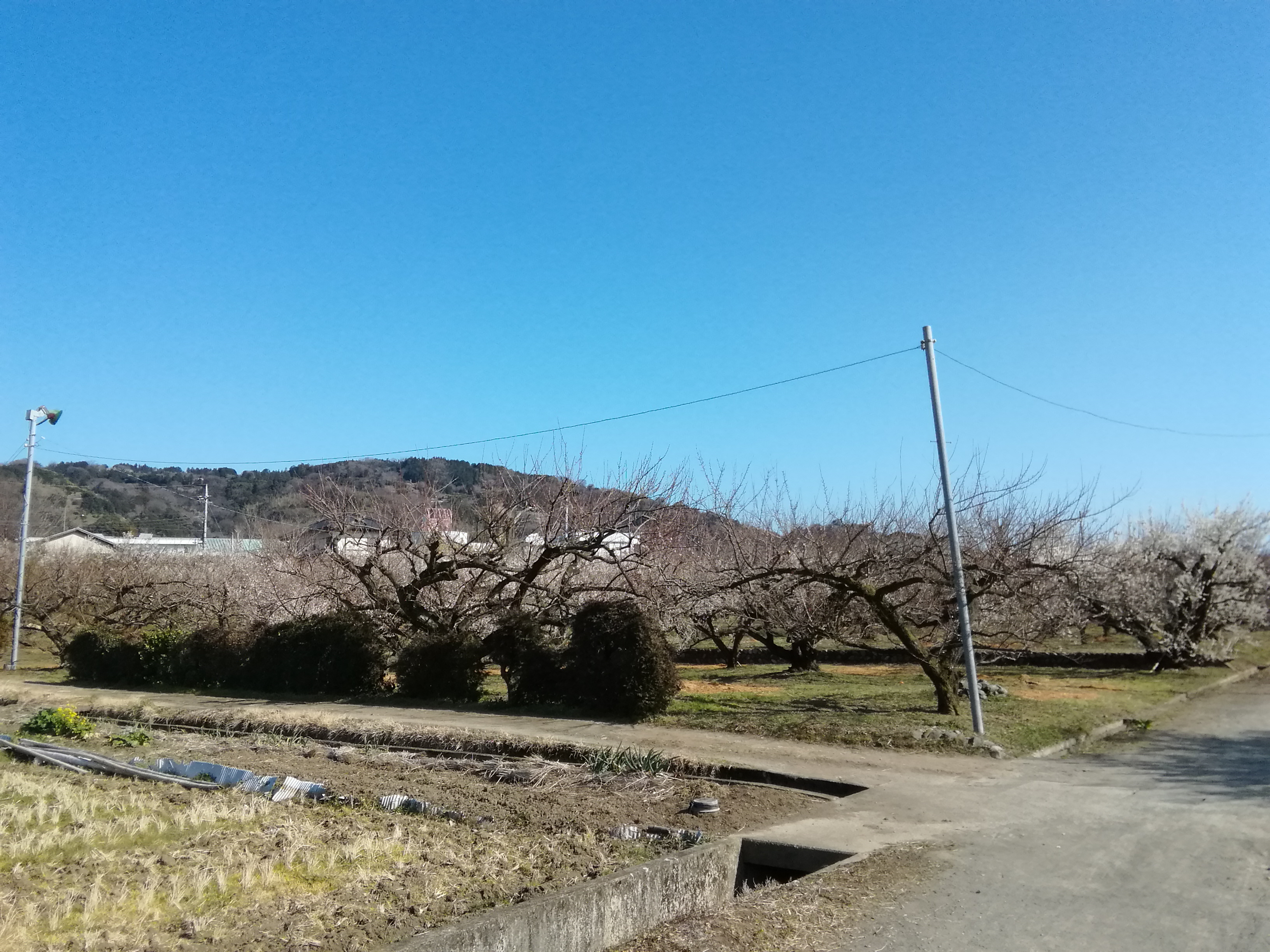
原梅林。每年都会在这附近举行流镝马赛事。

### 出典
1. ↑  . 一般社団法人プレスマンユニオン.   [2021-02-13]. （原始内容存档于2020-12-05）.
2. ↑  . Tokyo Day Trip. 神奈川县政府.   [2021-02-13]. （原始内容存档于2021-01-16）.
3. ↑   (PDF). 小田原市役所.   [2021-02-13]. （原始内容存档 (PDF)于2021-12-01）.
4. ↑  . 神奈川県立の図書館.   [2021-02-13].[]
5. 1 2 3  石川 2013，第191頁
6. ↑  . 小田原市役所.   [2021-02-13]. （原始内容存档于2021-01-20）.
7. ↑  . 神奈川新闻社. 2015-05-22  [2021-02-14].
8. ↑  . 全日本航空.   [2021-02-14].
9. ↑  . 小田原市役所.   [2021-02-14]. （原始内容存档于2021-03-20）.
10. ↑  . 神奈川新闻社. 2017-05-20  [2021-02-15].
11. ↑  神奈川县农业技术中心. . 神奈川县政府.   [2021-02-15]. （原始内容存档于2021-01-24）.
12. ↑  . 神奈川観光情報サイト. 観光かながわNOW.   [2021-02-17].
13. ↑  . 神奈川観光情報サイト. 観光かながわNOW.   [2021-02-17].
14. ↑  . Odakyu Electric Railway Co., Ltd.   [2021-02-17]. （原始内容存档于2021-03-03）.

### 文献
- 石川, 友理. . 日本海水学会誌. 2013, 67 (4): 191–195  [2021-02-13]. doi:10.11457/swsj.67.191.